# Argentina Open 2016
Argentina Open 2016 — тенісний турнір, що проходив на ґрунтових кортах у місті Буенос-Айрес, Аргентина з 8 лютого. Належав до категорії ATP World Tour 250.

## Фінальна частина

### Одиночний розряд
Домінік Тім —  Ніколас Альмагро 7–6(7–2), 3–6, 7–6(7–4)

### Парний розряд
Хуан Себастьян Кабаль /  Роберт Фара —  Іньїго Сервантес /  Паоло Лоренці 6–3, 6–0